# Neoclytus magicus
Neoclytus magicus là một loài bọ cánh cứng trong họ Cerambycidae.